# هوارد بوين
هوارد بوين (بالإنجليزية: Howard Bowen)‏ (و. 1908 – 1989 م) هو عالم اقتصاد، توفي عن عمر يناهز 81 عاماً.

## التعليم
تعلم في جامعة ولاية واشنطن، وجامعة آيوا.